# Hertha Hanson (idéhistoriker)
Hertha Ulrika Hanson, född 16 mars 1942 i Danderyds församling, Stockholms län, död 17 juni 2007 i Göteborg, var en svensk idéhistoriker, verksam vid Lunds universitet och Högskolan i Halmstad.
Hanson, född Linders, var som student vid Lunds universitet på 70-talet engagerad i studentkårens arbete, och var utbildningsombudsman. Hanson disputerade i Lund den 24 november 1984 på avhandlingen J. H. Ekendal och den nya folkskolan, och utkom som docent i idé- och lärdomshistoria 1994 med Alkemi, romantik och rasvetenskap.  Hanson blev senare universitetslektor, och en tid tillförordnad rektor (1999–2000), vid Högskolan i Halmstad.
Hanson är gravsatt på Östra kyrkogården i Göteborg.

## Forskning
Framför allt har Hansons definition av begreppet rasism fått genomslag i svensk forskning. Hanson definierar begreppet rasism med tre kriterier: 1. "att mänskligheten kan indelas i mer eller mindre tydliga raser och att dessa raser skiljer sig åt i fysiska och psykiska avseenden", 2. "att dessa skillnader beror på ärftliga egenskaper som överförs från generation till generation", och 3. "att på grundval av dessa skillnader förutsätts eller konstrueras en värdehierarki".

### Böcker
- Hanson, H. (1984). J. H. Ekendal och den nya folkskolan (diss.).
- Hanson, H. (1994). Alkemi, romantik och rasvetenskap (Nya Doxa)